# Comas
Comas (distrito de Comas) är ett av 43 distrikt som utgör provinsen Lima, beläget i departementet med samma namn, i Peru. Det är beläget i den norra delen av Lima och är ett av de mest befolkade distrikten i Lima.

## Geografi
Comas ligger på ett avstånd av 15 km från centrala Lima. Höjden varierar från 150 m ö.h. till 811 m ö.h. i de högst belägna delarna.
Comas har en total area av 48,75 km².
Comas gränsar i norr till Carabayllo, i öster till San Juan de Lurigancho, i söder till Independencia och i väster till Puente Piedra och Los Olivos

## Historik

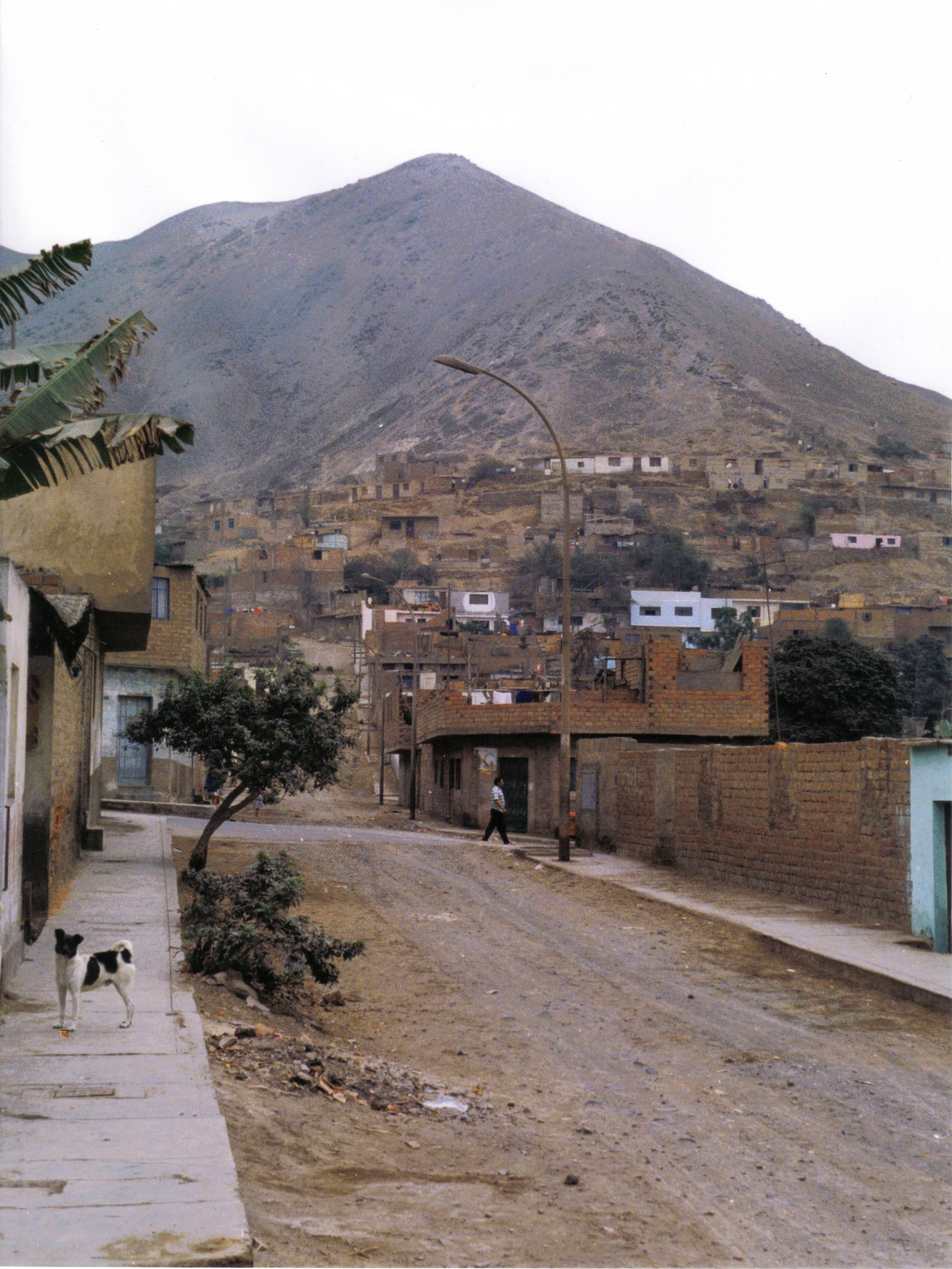
En gata i Comas, 1993

Under de första åren av sin tillkomst, var Comas en pueblo jóven, detta som en följd av den omfattande inflyttningen från landsbygden under 1970-talet. De flesta var bönder från Junín och Huacanvelica i centrala delen av Peru.